# 莲塘别墅
莲塘别墅，位于中国福建省厦门市海沧区海沧街道海沧新街，清光绪三十年至三十二年（1904—1906年），越南华侨陈炳猷建。由大厝、学堂、祖祠和花园等部分组成，占地面积约30000平方米，建筑面积8235平方米。大厝为硬山顶穿斗结构，坐西南朝东北，主体建筑为两落加左右厢房、外加一后界及双护厝组成了双重四合院，设有宽敞的庭院。建筑工艺考究，木雕、石雕、砖雕精细。2009年11月16日公布为第七批福建省文物保护单位。